# Flavors of Entanglement
Flavors of Entanglement är ett musikalbum av Alanis Morissette. Albumet gavs ut 30 maj 2008.

## Låtlista[1][2]
1. Citizen Of The Planet
2. Underneath
3. Straitjacket
4. Versions Of Violence
5. Not As We
6. In Praise Of The Vulnerable Man
7. Moratorium
8. Torch
9. Giggling Again For No Reason
10. Tapes
11. Incomplete